# ليا بودين دريك
ليا بودين دريك (بالإنجليزية: Leah Bodine Drake)‏ هي كاتِبة وشاعرة أمريكية، ولدت في 22 ديسمبر 1914 في تشانوت في الولايات المتحدة، وتوفيت في 21 نوفمبر 1964 في باركرسبورغ في الولايات المتحدة.